# 联合国安全理事会第9号决议
《联合国安理会9号决议》是1946年10月15日在联合国安全理事会第76次会议上一致通过的。
决议授权国际法院可以受理以非《国际法院规约》签署国为当事国的诉讼申请，并规定了非签署国参与国际法院审理的流程，以及必须提供的文件。